# Tephritis rydeni
Tephritis rydeni är en tvåvingeart som beskrevs av Erich Martin Hering 1956. Tephritis rydeni ingår i släktet Tephritis och familjen borrflugor. Inga underarter finns listade i Catalogue of Life.